# اندرو است‌باری
اندرو است‌باری (به انگلیسی: Andrew Astbury) (زادهٔ ۲۹ نوامبر ۱۹۶۰) شناگر اهل بریتانیا است.